# Nicole Jagerman
Nicole Jagerman (Amstelveen, 23 juli 1967) is een voormalig tennisspeelster uit Nederland. Zij begon haar professionele carrière in 1985. Haar laatste officiële wedstrijd speelde zij in 1996. Jagerman bereikte haar beste resultaten op gravel.
Jagerman is gehuwd geweest met Karel Muns en nam enige tijd onder de naam Nicole Muns of Nicole Muns-Jagerman aan toernooien deel. Later trad zij in het huwelijk met Ronald Krijger; daarna schreef zij zich in als Nicole Krijger of Nicole Krijger-Jagerman.

## Loopbaan
Op de WTA-tour wist zij geen enkelspeltitel te behalen. Op de Olympische Zomerspelen van 1992 in Barcelona bereikte zij de derde ronde, waarin zij verloor van de Duitse Anke Huber. Haar beste resultaat op de grandslamtoernooien is het bereiken van de vierde ronde, op Roland Garros 1988 waaraan zij als lucky loser mocht meedoen in het hoofdtoernooi. Haar hoogste ranglijstpositie in het enkelspel was 43e (mei 1990).
In het dubbelspel wist zij twee titels op de WTA-tour te winnen, in 1986 in de Italiaanse stad Perugia met Carin Bakkum en in 1991 in de Oostenrijkse plaats Kitzbühel met Bettina Fulco. Haar beste resultaat op de grandslamtoernooien is het bereiken van de kwartfinale, op het Australian Open 1995 samen met landgenote Kristie Boogert. Haar hoogste ranglijstpositie in het dubbelspel was 22e (november 1995).
In het gemengd dubbelspel bereikte zij de derde ronde op Wimbledon 1987, samen met de Amerikaan Brett Buffington.

## Posities op deWTA-ranglijst
Positie per einde seizoen:
| jaar | rang enkelspel | rang dubbelspel |
| ---- | -------------- | --------------- |
| 1985 | 255            | –               |
| 1986 | 106            | 73              |
| 1987 | 206            | 131             |
| 1988 | 72             | 95              |
| 1989 | 82             | 222             |
| 1990 | 69             | 95              |
| 1991 | 66             | 88              |
| 1992 | 113            | 69              |
| 1993 | 68             | 66              |
| 1994 | 135            | 67              |
| 1995 | 214            | 22              |

## Palmares

### WTA-finaleplaatsen enkelspel
geen

### WTA-finaleplaatsen vrouwendubbelspel
| nr.              | finale     | toernooi         | ondergrond | partner         | tegenstandsters                   | score         |
| ---------------- | ---------- | ---------------- | ---------- | --------------- | --------------------------------- | ------------- |
| gewonnen finales |            |                  |            |                 |                                   |               |
| 1.               | 1986-07-11 | WTA Perugia      | gravel     | Carin Bakkum    | Csilla Bartos-Cserepy Amy Holton  | 6-4, 6-4      |
| 2.               | 1991-07-21 | WTA Kitzbühel    | gravel     | Bettina Fulco   | Sandra Cecchini Patricia Tarabini | 7-5, 6-4      |
| verloren finales |            |                  |            |                 |                                   |               |
| 1.               | 1986-12-08 | WTA Buenos Aires | gravel     | Manon Bollegraf | Lori McNeil Mercedes Paz          | 1-6, 6-2, 1-6 |
| 2.               | 1990-07-15 | WTA Båstad       | gravel     | Carin Bakkum    | Mercedes Paz Tine Scheuer-Larsen  | 3-6, 7-6, 2-6 |
| 3.               | 1990-07-22 | WTA Estoril      | gravel     | Carin Bakkum    | Sandra Cecchini Patricia Tarabini | 6-1, 2-6, 3-6 |

## Resultaten grandslamtoernooien
| Legenda | Legenda                          |
| ------- | -------------------------------- |
| g.t.    | geen toernooi gehouden           |
| l.c.    | lagere categorie                 |
| –       | niet deelgenomen                 |
| G       | uitgeschakeld in de groepsfase   |
| 1R      | uitgeschakeld in de eerste ronde |
| 2R      | uitgeschakeld in de tweede ronde |
| 3R      | uitgeschakeld in de derde ronde  |
| 4R      | uitgeschakeld in de vierde ronde |
| KF      | uitgeschakeld in de kwartfinale  |
| HF      | uitgeschakeld in de halve finale |
| F       | de finale verloren               |
| W       | het toernooi gewonnen            |
| w-v     | winst/verlies-balans             |

### Enkelspel
| toernooi        | 1987 | 1988 | 1989 | 1990 | 1991 | 1992 | 1993 | 1994 |
| --------------- | ---- | ---- | ---- | ---- | ---- | ---- | ---- | ---- |
| Australian Open | –    | 3R   | 1R   | 3R   | –    | 2R   | 1R   | 1R   |
| Roland Garros   | 1R   | 4R   | 3R   | 1R   | 3R   | 1R   | 2R   | 1R   |
| Wimbledon       | 1R   | 1R   | 1R   | 2R   | 2R   | 1R   | –    | 1R   |
| US Open         | –    | 2R   | 2R   | –    | 1R   | 1R   | 3R   | 2R   |

### Vrouwendubbelspel
| toernooi        | 1987 | 1988 | 1989 | 1990 | 1991 | 1992 | 1993 | 1994 | 1995 | 1996 |
| --------------- | ---- | ---- | ---- | ---- | ---- | ---- | ---- | ---- | ---- | ---- |
| Australian Open | –    | 1R   | 2R   | 1R   | –    | 2R   | 1R   | 1R   | KF   | –    |
| Roland Garros   | 1R   | 1R   | 2R   | 1R   | 1R   | 2R   | 2R   | 2R   | 3R   | 1R   |
| Wimbledon       | 1R   | 2R   | 1R   | –    | 1R   | 2R   | 3R   | 3R   | 3R   | –    |
| US Open         | –    | 2R   | 1R   | –    | 1R   | 1R   | 1R   | 3R   | 2R   | –    |

### Gemengd dubbelspel
| Australian Open | –  | –  | –  | 1R | –  |
| Roland Garros   | –  | 1R | –  | –  | 1R |
| Wimbledon       | 3R | –  | 1R | 1R | 1R |
| US Open         | –  | –  | –  | –  | 2R |